# Geologia planetei Ceres

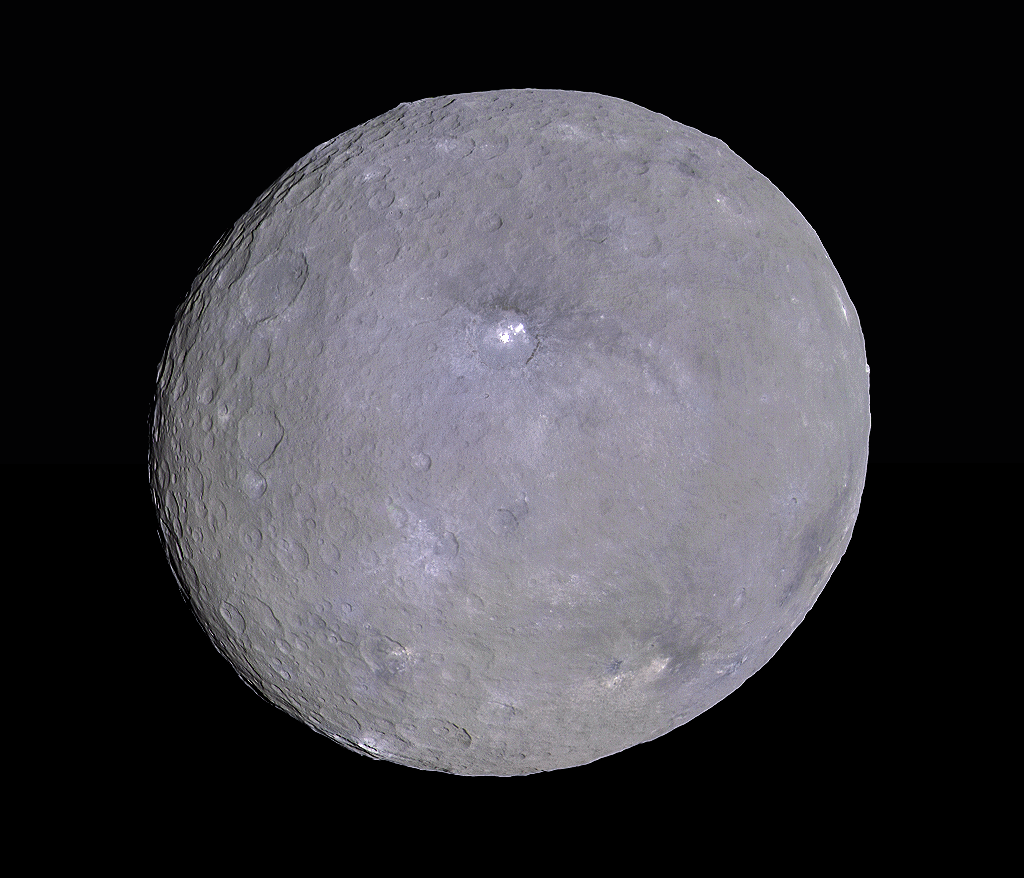
Vedere a navei spațiale Dawn a craterului Occator de pe Ceres în culori îmbunătățite, această imagine a fost făcută pe 4 mai 2015.

Geologia planetei Ceres constă în forme de relief, caracteristici ale scoarței și interiorului planetei pitice Ceres. Suprafața lui Ceres este comparabilă cu suprafețele sateliților lui Saturn Rhea și Tethys și ale sateliților lui Uranus Umbriel și Oberon.
Spectrul planetei este similar cu cel al asteroizilor de tip C. Cu toate acestea, deoarece are și caracteristici spectrale ale carbonaților și mineralelor argiloase, care sunt de obicei absente în spectrele altor asteroizi de tip C, Ceres este uneori clasificat ca un asteroid de tip G.
Suprafața lui Ceres are un albedo de 0,09, care este destul de întunecat în comparație cu sateliții din sistemul solar exterior. Acesta ar putea fi rezultatul temperaturii relativ ridicate a suprafeței lui Ceres, temperatura maximă cu Soarele la zenit a fost estimată din măsurători la 235 K (−38 °C; −37 °F) pe 5 mai 1991. În vid, gheața este instabilă la această temperatură. Materialul lăsat în urmă de sublimarea gheții de la suprafață ar putea explica suprafața întunecată a lui Ceres în comparație cu sateliții înghețați ai Sistemului Solar exterior.

## Structură internă

Diagramă care arată o posibilă structură internă a lui Ceres

Aplatizarea lui Ceres este în concordanță cu un corp diferențiat, un nucleu de rocă acoperit cu o manta de gheață.
Această manta de 100 de kilometri grosime (23%–28% din masa lui Ceres; 50% din volum) conține până la 200 de milioane de kilometri cubi de apă, ceea ce ar fi mai mult decât cantitatea de apă dulce de pe Pământ. De asemenea, unele caracteristici ale suprafeței și istoriei sale (cum ar fi distanța sa față de Soare, care a slăbit radiația solară suficient pentru a permite încorporarea unor componente cu punct de îngheț destul de scăzut în timpul formării sale), indică prezența materialelor volatile în interiorul lui Ceres.
S-a sugerat că un strat rămășită de apă lichidă (sau ocean noroios) ar fi supraviețuit până în prezent sub un strat de gheață. Măsurătorile făcute de Dawn confirmă că Ceres este parțial diferențiat și are o formă de echilibru hidrostatic, cel mai mic corp în echilibru cunoscut.
Ceres are o scoarță de rocă, prăfoasă, cu depozite mari de săruri, cum ar fi sulfatul de magneziu.

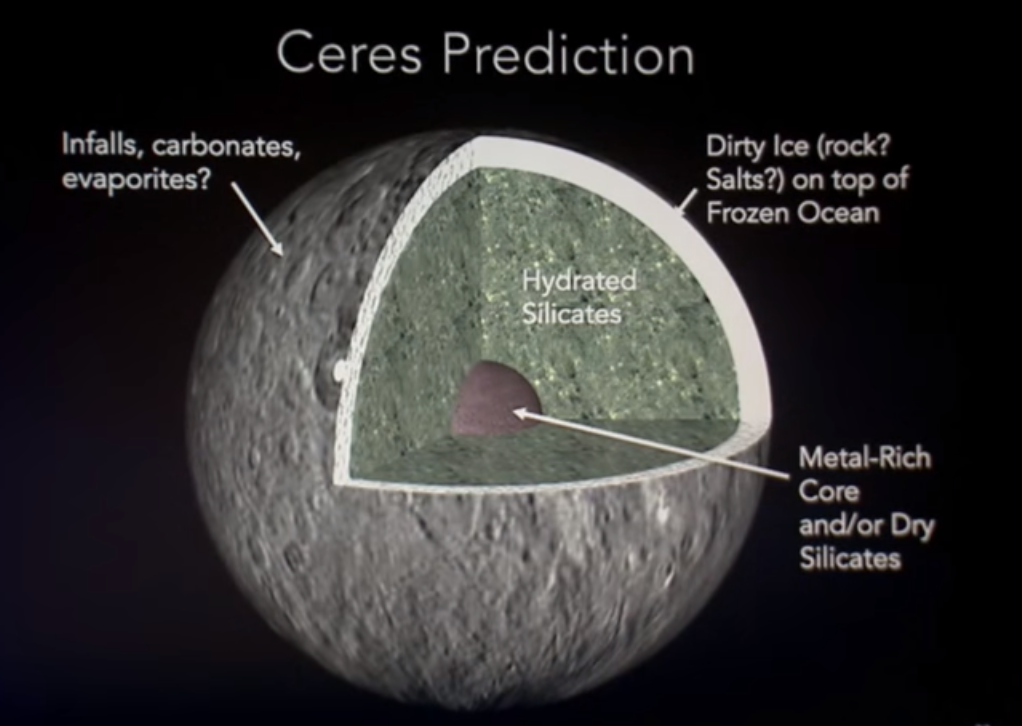
Structura internă a lui Ceres.

## Orientare
Ceres are o înclinare axială de aproximativ 4°, o mică parte a polului său nu este în prezent observabilă pentru Dawn. Ceres se rotește o dată la 9 ore și 4 minute într-o direcție progradă de la vest la est.

## Cratere
Craterele prezintă o gamă largă de aspecte, nu numai ca dimensiune, ci și prin cât de tinere și proaspete sau cât de tocite și îmbătrânite arată. Un număr mare de cratere Cereriane au gropi centrale, iar multe au vârfuri centrale. Vârful central este ca un instantaneu, păstrând un moment violent în formarea craterului. Prin corelarea prezenței sau absenței vârfurilor centrale cu dimensiunile craterelor, oamenii de știință pot deduce proprietățile scoarței lui Ceres, cum ar fi cât de rigidă este. Mai degrabă decât un vârf în centru, unele cratere conțin gropi mari, depresiuni care pot fi rezultatul scăpării gazelor după impact.
Suprafața lui Ceres are un număr mare de cratere cu relief jos, ceea ce indică faptul că acestea se află pe o suprafață relativ moale, probabil de gheață din apă. Craterul Kerwan este un relief extrem de jos, cu un diametru de 283,88 kilometri, care amintește de craterele mari și plate de pe Tethys și Iapetus. Este deosebit de puțin adânc pentru dimensiunea sa și nu are un vârf central, care ar fi putut fi distrus de un crater de 15 kilometri lățime în centru. Este posibil ca craterul să fie vechi în raport cu restul suprafeței lui Ceres, deoarece este suprapus de aproape toate celelalte forme de relief din zonă.

## Faculae
Mai multe forme de relief strălucitoare au fost descoperite pe planeta pitică Ceres de către sonda spațială Dawn în 2015. Cea mai luminoasă pată este situată în mijlocul craterului Occator și este numit „pata luminoasă 5”. Există 130 de zone luminoase care au fost descoperite pe Ceres, despre care se crede că sunt argile bogate în sare sau amoniac. Oamenii de știință au raportat că petele luminoase de pe Ceres pot fi legate de un tip de sare în 2015, în special o formă de saramură care conține sulfat de magneziu hexahidrat (MgSO4·6H2O); s-a găsit, de asemenea, că petele sunt asociate cu argile bogate în amoniac.

## Canioane

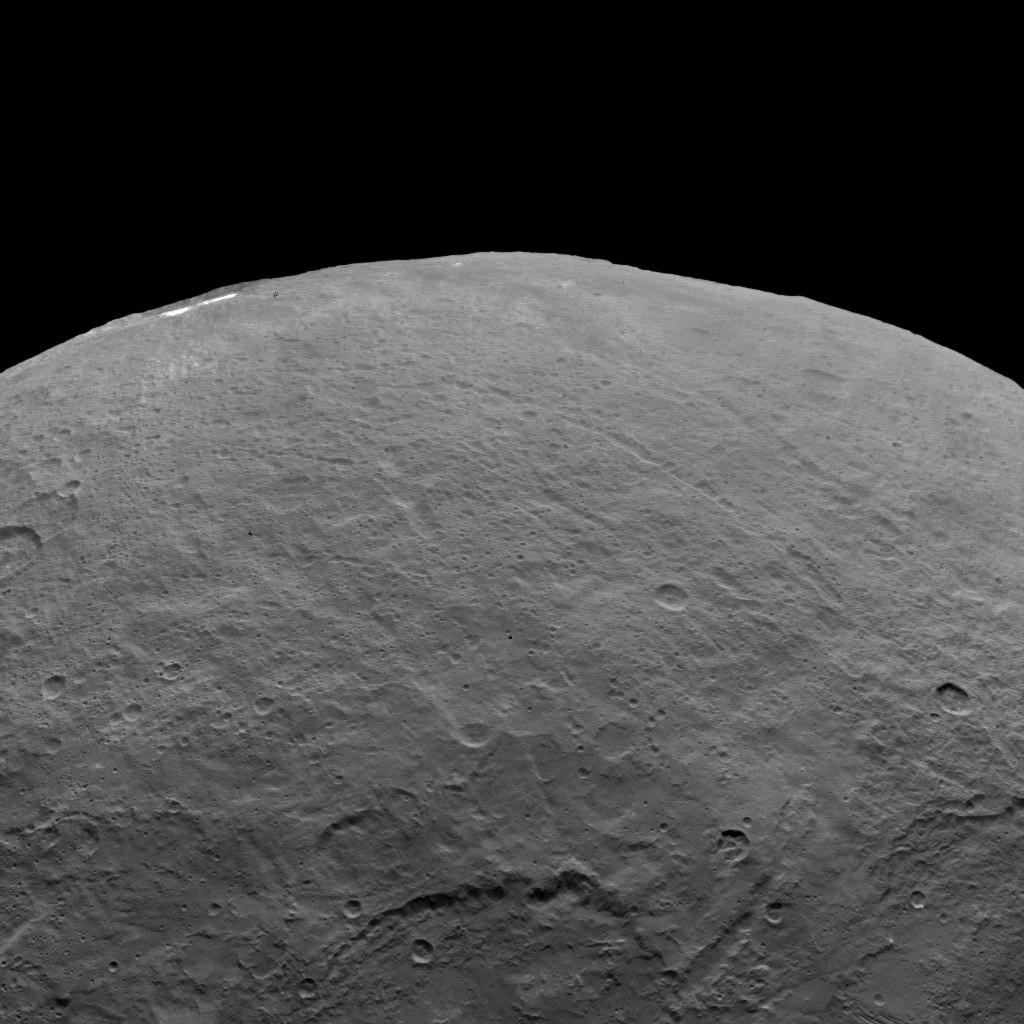
Câteva canioane lungi sunt evidente în această fotografie. Craterul mare care trece de partea de jos a imaginii se află în centrul imaginii de mai sus. Se observă și pete luminoase, vizibile doar pe marginea din stânga sus. Prima poză de mai sus le arată de sus.

Multe canioane lungi, drepte sau ușor curbate au fost găsite de Dawn. Geologii încă nu au determinat modul în care s-au format și este probabil ca mai multe mecanisme diferite să fie responsabile. Unele dintre acestea s-ar putea dovedi a fi rezultatul micșorării scoarței lui Ceres pe măsură ce căldura și alte energii acumulate la formare au radiat treptat în spațiu. Când Ceres s-a răcit încet, tensiunile ar fi putut fractura pământul stâncos și înghețat. Altele ar fi putut fi produse atunci când Ceres a fost lovite de alte obiecte, rupând terenul.

## Montes

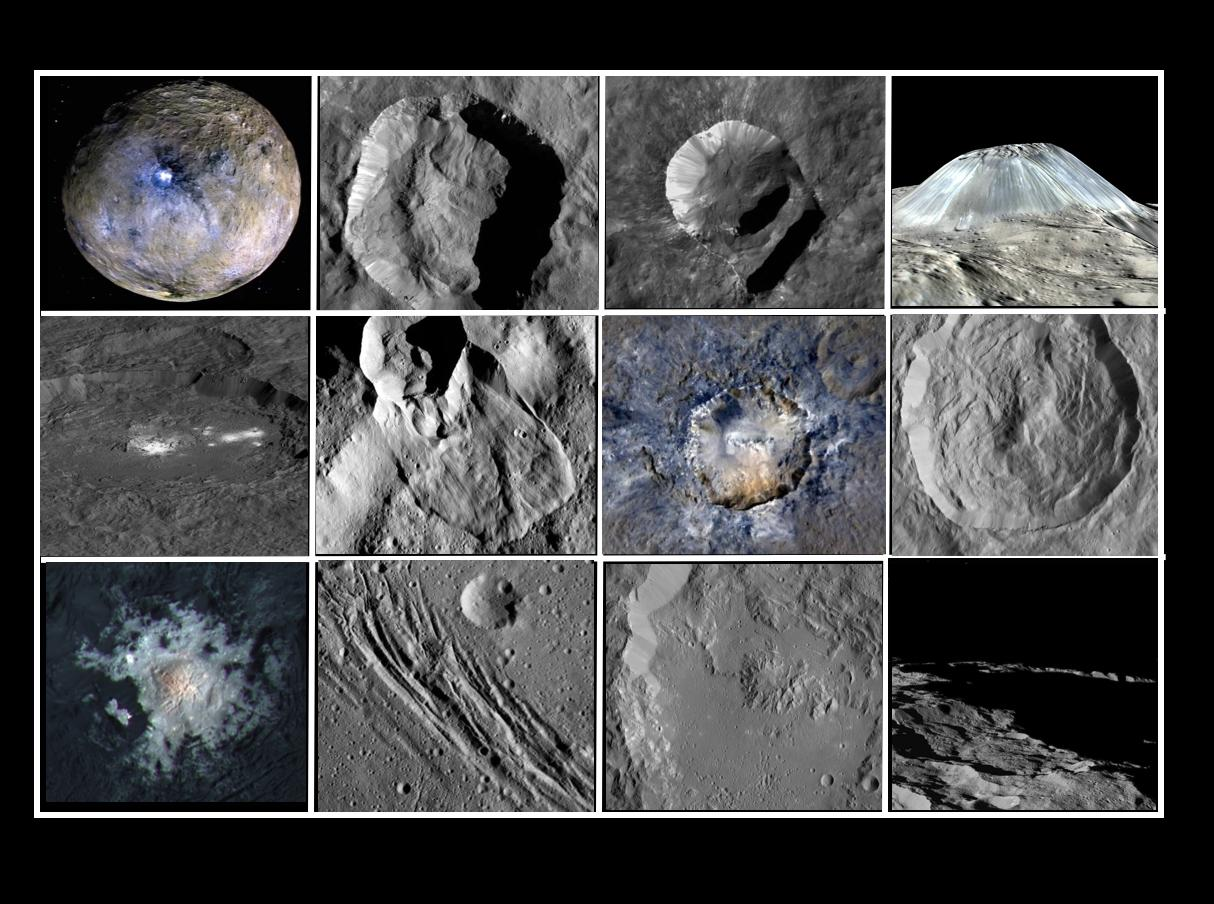
Forme de relief notabile pe Ceres

Cel mai cunoscut munte de pe Ceres este Ahuna Mons, un posibil criovulcan de aproximativ 6 kilometri înălțime și 15 kilometri lățime la bază. A fost descoperit pe imaginile realizate de sonda spațială Dawn pe orbită în jurul lui Ceres în 2015.
Linii strălucitoare orientate de sus în jos se găsesc pe pantele sale; se crede că aceste dungi sunt de sare, asemănătoare cu petele luminoase Cereriene mai cunoscute. Numărul scăzut de cratere de pe Ahuna Mons sugerează că criovulcanul nu ar putea fi mai vechi de 200 de milioane de ani, și într-adevăr modelele de relaxare plastică a gheții la latitudinea lui Ahuna Mons sunt în concordanță cu acea vârstă.
Există douăzeci și doi de montes identificați pe Ceres. Cei mai mulți dintre acești s-au relaxat substanțial de-a lungul timpului și abia după modelarea formelor așteptate ale vechilor criovulcani au fost identificate. S-a calculat că Ceres are în medie un astfel de criovulcan la fiecare 50 de milioane de ani. Yamor Mons (denumit anterior Ysolo Mons), lângă polul nord, are un diametru de 16 km și este singurul alt munte Cererian cu forma de Ahuna Mons, deși vechi și erodat, temperaturile reci de la pol i-au păstrat forma. Liberalia Mons este aproape de ecuator și are un diametru de 90 km.